# Feker libi
Feker libi (in amarico ፍቅር ልቤ; lett. "Amore mio") è un singolo della cantante israeliana Eden Alene, pubblicato il 3 marzo 2020 su etichette discografiche A.M Music Productions e Tedy Productions. Una prima versione del brano con una base strumentale leggermente diversa da quella finale era stata pubblicata il precedente 27 febbraio come parte dell'EP HaShir HaBa L'Eurovizion.
Il brano, scritto da Doron Medalie e Idan Raichel e prodotto da quest'ultimo con Yinon Yahel, è stato presentato il 3 marzo 2020 al programma televisivo HaShir HaBa L'Eurovizion trasmesso su Kan come una delle quattro proposte, tutte cantate da Eden Alene, per la partecipazione israeliana all'Eurovision Song Contest 2020 a Rotterdam, nei Paesi Bassi. Feker libi è stato il secondo brano più votato dalla giuria ma ha ottenuto una vittoria schiacciante nel televoto, accumulando abbastanza punti per vincere il programma.
Principalmente cantato in inglese, Feker libi contiene frasi in ebraico, arabo e amarico, la lingua ufficiale dell'Etiopia, paese d'origine di Eden Alene.

## Tracce
1. Feker libi – 3:03